# Tattoo (Loreen-sang)
 For alternative betydninger, se Tattoo (flertydig). (Se også artikler, som begynder med Tattoo)
"Tattoo" er en sang sunget den svenske sangerinde Loreen, udgivet som single den 25. februar 2023. Sangen repræsenterede Sverige i Eurovision Song Contest 2023 og blev vinder af konkurrencen. 
"Tatoo" blev valgt som Sveriges bidrag til Eurovision Song Contest ved at vinde Melodifestivalen 2023, der er Sveriges nationale udtagelse den årlige europæiske konkurrence. Efter sin optræden i sin Melodifestivalen-heat debuterede sangen som nummer et på den svenske singlehitliste.